# 키스 젱킨스
키스 젱킨스 (Keith Jenkins, 1943년 ~ )는 영국의 역사가이다. 젱킨스는 노팅엄 대학교에서 정치 이론뿐만 아니라 중세와 현대사를 공부했다. 헤이든 화이트 및 "포스트모던" 역사가와 마찬가지로 젱킨스는 역사가의 결과물이 하나의 이야기로 간주되어야 한다고 믿다.  역사 작품은 과거의 사건만큼이나 역사가 자신의 세계관과 사상적 입장에 관한 것이다. 이것은 다른 역사가들이 필연적으로 동일한 역사적 사건에 다른 의미를 부여한다는 것을 의미한다. 그럼에도 불구하고 모든 역사가는 역사적 증거(또는 "인공물")의 공통체에 의해 제약을 받는다.
젱킨스는 "전통적인" 역사와 "죽어가는" 역사를 넘어 독자를 축소하고 이동시키기 위해 지속적으로 노력한다. 그는 역사가 "난잡한" 것이므로 각 역사가의 해석에 적합하다고 생각한다.